# 특수요원: 살인면허
특수요원:살인면허(Agent Vinod)는 인도에서 제작된 스리람 라그하반 감독의 2012년 액션, 모험 영화이다. 카리나 카푸르 등이 주연으로 출연하였다.

## 출연

### 주연
- 카리나 카푸르
- 사이프 알리 칸
- 말리카 헤이든

### 조연
- 굴샨 그로버
- 마리얌 자카리아
- 람 카푸르
- 프렘 초프라